# 潭子 (大字)
潭子，原稱為潭仔墘，是臺灣臺中市潭子區的一個傳統地域名稱，也是全區核心聚落所在地，位於該區中部。相較於今日行政區，其範圍大致包括栗林里東南端、潭秀里不含最北端、潭北里不含頂灣潭生態走廊南側的一小塊地、潭陽里、甘蔗里東端凸出部分的南半部。

## 歷史
台灣清治末期至日治初期，潭子地區為一街庄，稱為「潭仔墘庄」，隸屬於捒東上堡。該庄北與校栗林庄為鄰，東北與茄荎角庄為鄰，東與聚興庄為鄰，南邊為瓦磘仔庄、西南邊為甘蔗崙庄，西邊為東員寶庄、大埔厝庄。
1901年（日治明治三十四年）11月，全台廢縣廳改設二十廳，該庄隸屬於臺中廳。1903年（明治三十六年）6月，該庄編入「潭仔墘區」，仍隸屬於臺中廳。1909年（明治四十二年）10月，合併二十廳為十二廳，潭仔墘區隸屬不變。1920年（大正九年），全台地方制度大改正，廢十二廳改設五州二廳，該庄改制並改名為「潭子」大字，隸屬於臺中州豐原郡潭子庄。
戰後潭子庄改制為潭子鄉，隸屬於臺中縣，大字亦改制為村。1950年10月，中、彰、投分治，潭子鄉仍隸屬臺中縣。2010年12月，臺中縣市合併為直轄臺中市，潭子鄉改制為潭子區，村亦改制為里。

## 聚落
本地區發展較早的聚落為潭仔墘，在日治期初期的官方地圖上已有記載。此外，本地區尚有久豪社區聚落。

## 交通
台鐵山線大致以北北東－南南西走向轉北偏東—南偏西走向貫穿潭子地區。境內設有潭子車站，屬三等站，僅停靠區間車及區間快車及2班自強號（170及177次）。由此可前往台鐵沿線各站。
省道台3線（中山路三段～二段）俗稱「內山公路」，是臺北至屏東的幹道，大致以北偏東—南偏西走向蜿蜒經過本地區，並位於鐵路西側。由該道路向北偏東可前往豐原、石岡、東勢、卓蘭等地，向南偏西可前往北屯、台中市區、大里、霧峰等地。
區道中84線（潭富路一段）是東寶至潭子的道路，其東側端點位於本地區中部偏北的省道台3線路口。由此向西北轉西出境後，可前往大埔厝、東員寶與西員寶交界地帶並止於區道中86線路口。
區道中86線（雅潭路一段、潭子街三段、仁愛路三段）是大雅至新田的道路，大致以西偏北—東偏南蜿蜒經過本地區中部。由該道路向西偏北可前往東員寶、西員寶、馬岡厝、大田心、四塊厝、大雅並止於省道台1乙線路口，向東偏南轉東北東可前往茄荎角、聚興西北部並止於區道中89線路口。
區道中86-1線（光陽路、潭興路二段）是潭子至湳底的道路，大致以北偏東—南偏西走向轉西北—東南走向再轉西北西—東南東走向經過本地區東南半葉。由該道路向北偏東可前往茄荎角西南部並止於區道中86線路口，向東南東轉東蜿蜒而行可前往聚興地區東部並止於潭子區、北屯區交界處。

## 學校
- 潭子國中
- 潭子國小
- 潭陽國小

## 文化資產
- 潭子清嚴禁北路理番弊端碑（古物）

## 產業
- 臺中加工出口區

## 運動休閒
- 潭雅神自行車道